# Nallachius pupillus
Nallachius pupillus is een insect uit de familie van de Dilaridae, die tot de orde netvleugeligen (Neuroptera) behoort. 
Nallachius pupillus is voor het eerst wetenschappelijk beschreven door Navás in 1930.